# Horace Smith

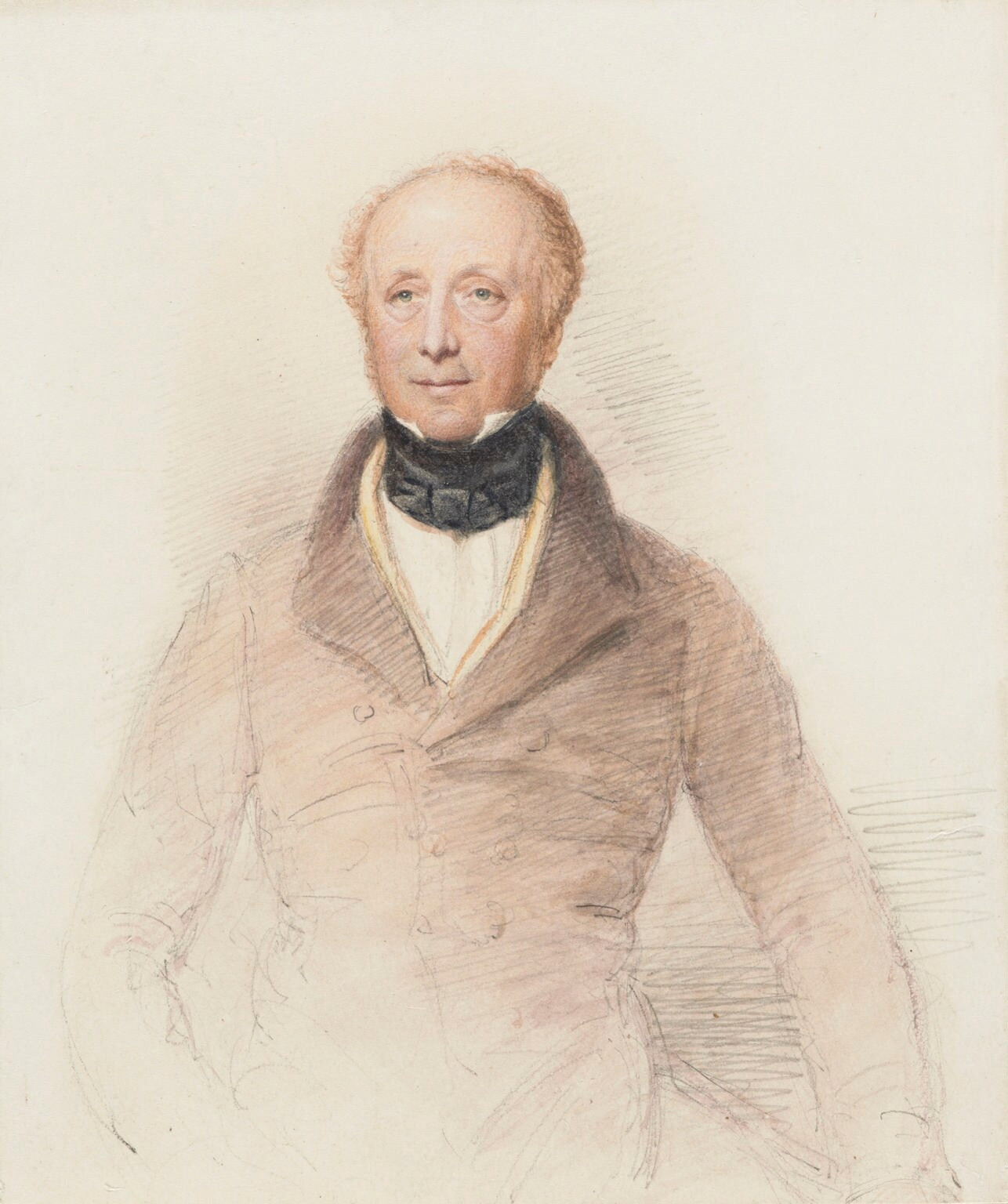
Horace Smith.

Horace Smith, född den 31 december 1779 i London, död den 12 juli 1849, var en engelsk skriftställare, bror till författaren James Smith. 
Smith, som var börsmäklare, författade med framgång, utom de parodier han skrev tillsammans med brodern, åtskilliga historiska romaner i Walter Scotts anda (Brambletye house, 1826, med flera). Brödernas levnadsteckning författades av Arthur Henry Beavan (1899).